# Tatjana Zołotowa
Tatjana Borisowna Zołotowa-Aleszkowa (ros. Татьяна Борисовна Золотова-Алешкова, ur. w 1952, zm. w 1995) – radziecka florecistka, złota medalistka mistrzostw świata.
Podczas mistrzostw świata w Budapeszcie w 1975 roku reprezentacja ZSRR w składzie: Olga Kniaziewa, Walentina Sidorowa, Naila Gilazowa, Jelena Nowikowa-Biełowa i Tatjana Zołotowa zdobyła srebrny medal we florecie drużynowym. Był to jedyny medal Zołotowej wywalczony w zawodach tego cyklu.
Nigdy nie wzięła udziału w igrzyskach olimpijskich.